# Parke megye
Parke megye az Amerikai Egyesült Államokban, azon belül Indiana államban található. Megyeszékhelye és legnagyobb városa Rockville. Lakosainak száma 16 156 fő (2020. április 1.). Parke megye Fountain, Montgomery, Putnam, Clay, Vigo és Vermillion megyékkel határos.

## Népesség
A megye népességének változása:
| Lakosok száma | 17 285 | 17 123 | 17 107 | 17 202 | 16 901 | 16 156 |
|               | 2010   | 2011   | 2012   | 2013   | 2015   | 2020   |